# Sierra de Francia

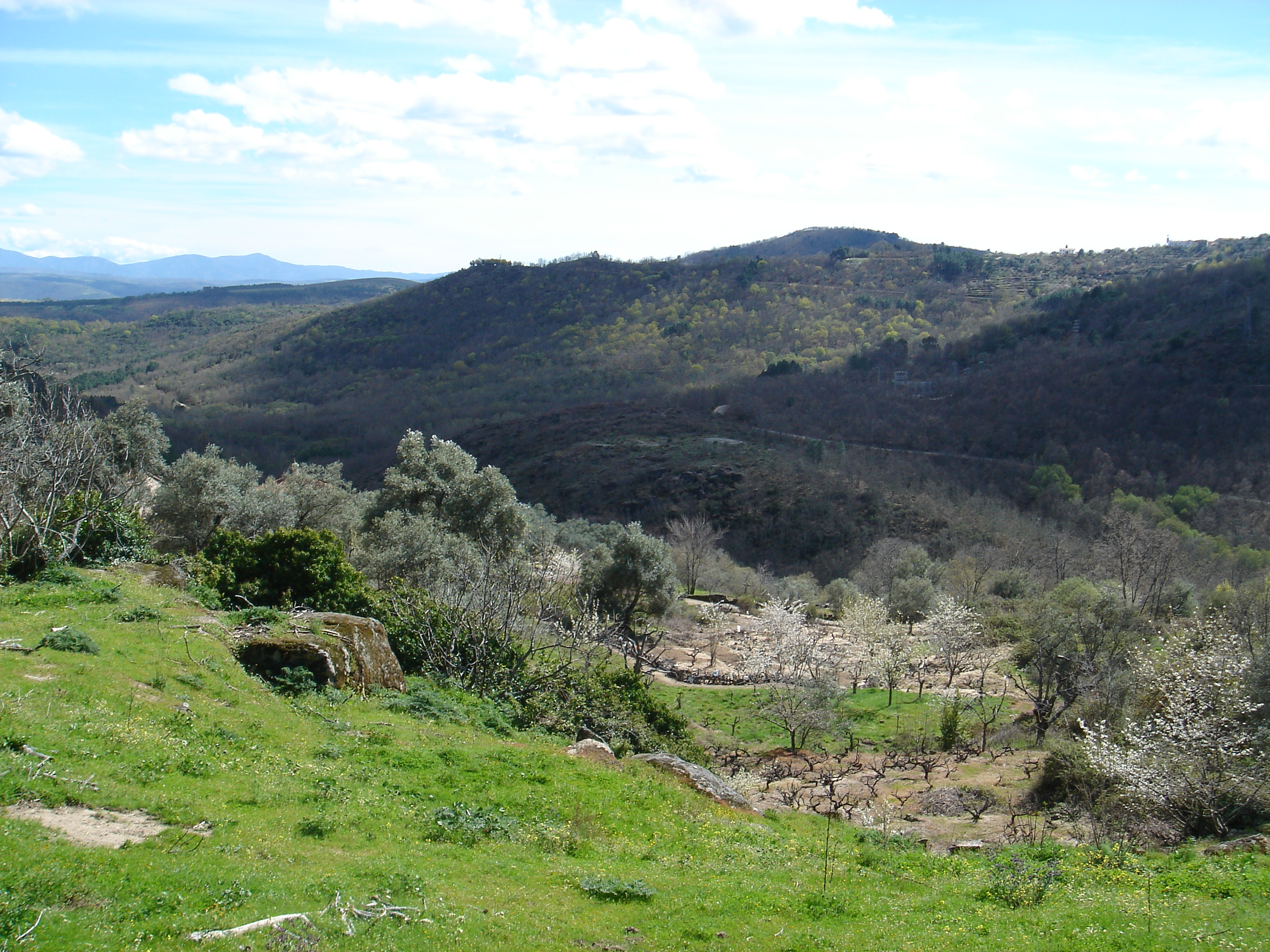
Typische Landschaft

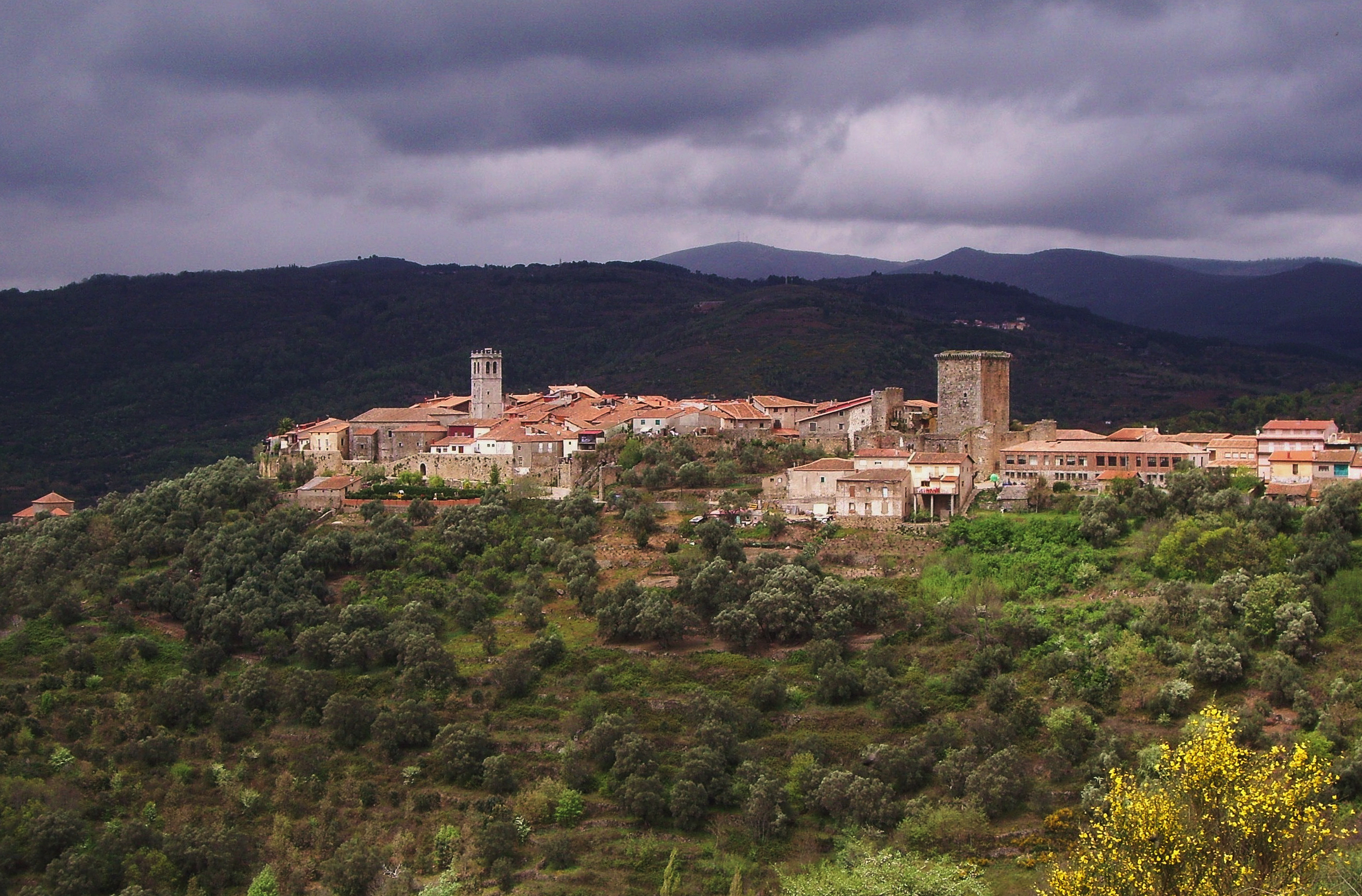
Miranda del Castañar

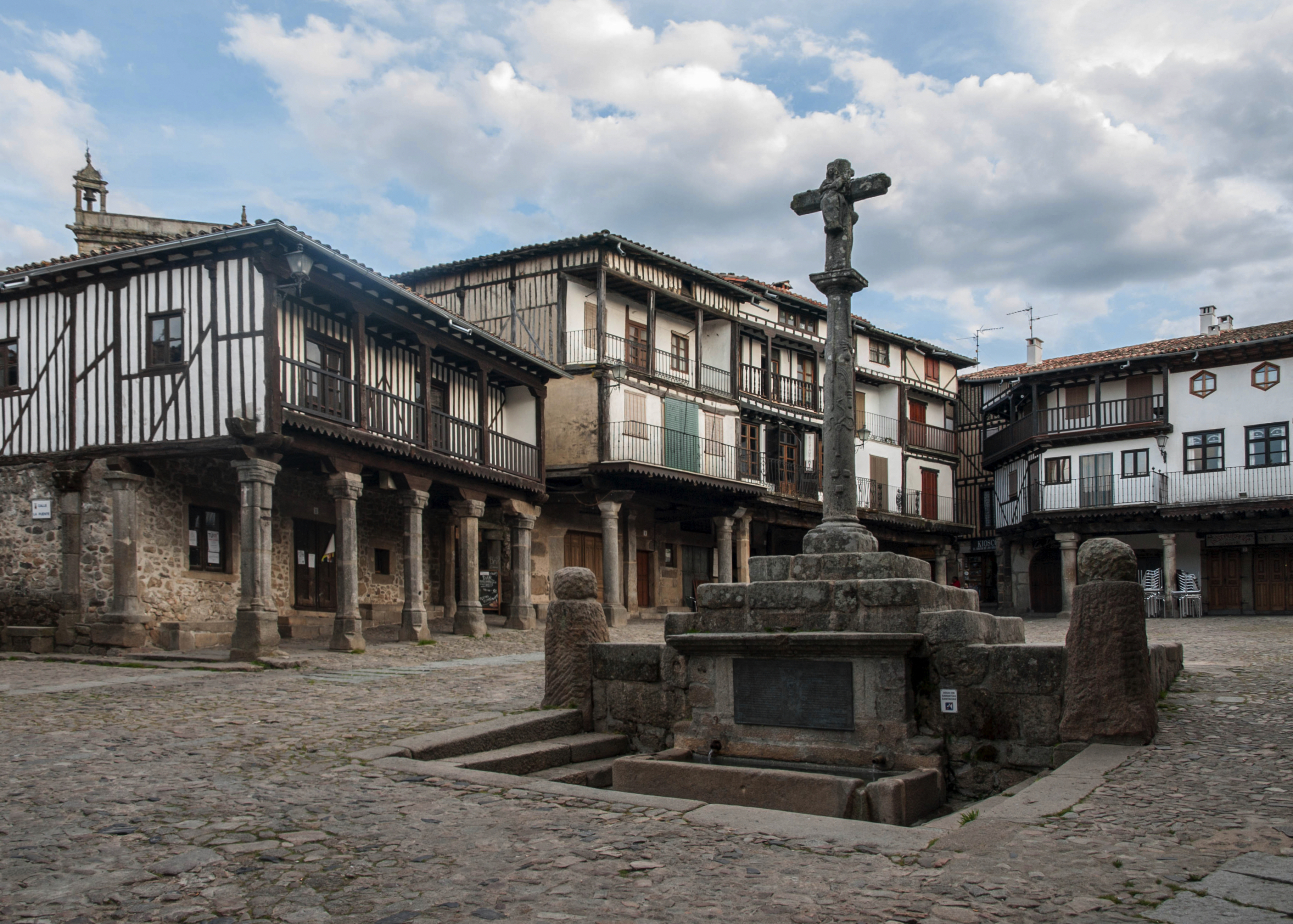
Plaza Mayor von La Alberca

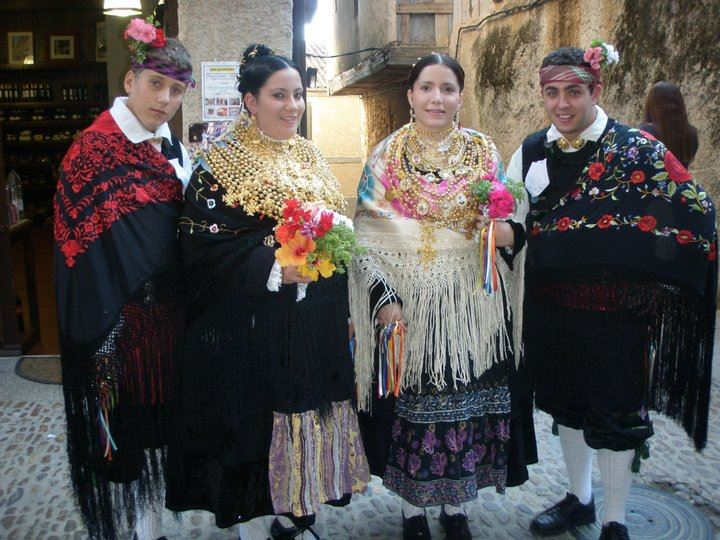
Traditionelle Trachten

Die Sierra de Francia ist ein Teil des Iberischen Scheidegebirges. Sie befindet sich im Süden der Provinz Salamanca in der Autonomen Region Kastilien-León entlang der Grenze zur Region Extremadura. Auch ein Gemeindeverband (comarca) ist nach ihr benannt, wobei die jeweiligen Flächen jedoch zum Teil deutlich voneinander abweichen.

## Gebirge
Der höchste Gipfel der in großen Teilen bewaldeten Sierra de Francia ist der Pico de La Hastiala (1735 m), doch in Spanien bekannter und bis kurz unterhalb des Gipfels mit dem Kfz befahrbar ist der Peña de Francia (1727 m); er wurde bereits von Cervantes in seinem Roman Don Quijote erwähnt. Weitere Gipfel sind die Mesa del Francés (1638 m) und der Pico Robledo (1614 m). Darüber hinaus ist die Sierra de Francia das Quellgebiet mehrerer Flüsse, die allesamt zum Einflussgebiet (cuenca) des Tajo gehören; die wichtigsten sind: Río Alagón, Río Batuecas, Río Cuerpo de Hombre, Río Francia und Río Quilamas.

## Comarca
Zur 628,43 km² großen und 7643 Einwohner zählenden Comarca Sierra de Francia gehören 32 Gemeinden (municipios): 
| Gemeinde                     | Einwohner (2024) | Fläche km² | Dichte Einw./km² | Cod INE | Postleitzahl |
| ---------------------------- | ---------------- | ---------- | ---------------- | ------- | ------------ |
| La Alberca                   | 1.045            | 60,73      | 17               | 37010   | 37624        |
| Aldeanueva de la Sierra      | 98               | 14,51      | 7                | 37018   | 37691        |
| La Bastida                   | 26               | 18,53      | 1                | 37045   | 37692        |
| El Cabaco                    | 225              | 47,35      | 5                | 37061   | 37621        |
| Las Casas del Conde          | 63               | 1,26       | 50               | 37090   | 37659        |
| Cepeda                       | 303              | 10,73      | 28               | 37098   | 37656        |
| Cereceda de la Sierra        | 62               | 15,48      | 4                | 37099   | 37621        |
| Cilleros de la Bastida       | 23               | 16,97      | 1                | 37104   | 37692        |
| Escurial de la Sierra        | 244              | 20,97      | 12               | 37125   | 37762        |
| Garcibuey                    | 204              | 12,51      | 16               | 37147   | 37658        |
| Herguijuela de la Sierra     | 226              | 31,52      | 7                | 37158   | 37619        |
| Linares de Riofrío           | 913              | 27,90      | 33               | 37172   | 37760        |
| Madroñal                     | 135              | 1,61       | 84               | 37176   | 37619        |
| El Maíllo                    | 282              | 46,27      | 6                | 37177   | 37621        |
| Miranda del Castañar         | 381              | 21,07      | 18               | 37193   | 37660        |
| Mogarraz                     | 252              | 9,05       | 28               | 37194   | 37610        |
| Molinillo                    | 43               | 6,79       | 6                | 37195   | 37683        |
| Monforte de la Sierra        | 53               | 4,36       | 12               | 37196   | 37618        |
| Nava de Francia              | 120              | 16,51      | 7                | 37214   | 37659        |
| Navarredonda de la Rinconada | 151              | 13,12      | 12               | 37219   | 37607        |
| Pinedas                      | 94               | 14,59      | 6                | 37252   | 37712        |
| La Rinconada de la Sierra    | 100              | 13,06      | 8                | 37268   | 37607        |
| San Esteban de la Sierra     | 372              | 20,83      | 18               | 37284   | 37671        |
| San Martín del Castañar      | 234              | 15,50      | 15               | 37286   | 37659        |
| San Miguel de Valero         | 303              | 28,55      | 11               | 37287   | 37763        |
| San Miguel del Robledo       | 43               | 10,39      | 4                | 37036   | 37694        |
| Santibáñez de la Sierra      | 149              | 13,61      | 11               | 37298   | 37670        |
| Sequeros                     | 207              | 6,27       | 33               | 37305   | 37650        |
| Sotoserrano                  | 513              | 57,69      | 9                | 37313   | 37657        |
| El Tornadizo                 | 86               | 11,44      | 8                | 37325   | 37765        |
| Valero                       | 286              | 26,27      | 11               | 37339   | 37764        |
| Villanueva del Conde         | 174              | 12,99      | 13               | 37355   | 37658        |
| Comarca Sierra de Francia    | 7.410            | 628,43     | 12               | –       | –            |

## Wirtschaft
Vor der erst im Mittelalter erfolgten Besiedlung der Sierra de Francia diente das Gebiet als Sommerweide für die Herden der zumeist in den Tallagen lebenden Hirten (Transhumanten), die in hohem Maße eine Selbstversorgungswirtschaft betrieben. Wegen der schlechten Wegverbindungen lagen die in Frage kommenden Marktorte oft zu weit entfernt. Lebensgrundlage der Menschen bildeten Gerste, Oliven und Wein; daneben wurde Viehzucht (Schafe, Ziegen, Hühner, Schweine) betrieben. Wichtigste Handelsware war die Holzkohle. Heute sind die Forstwirtschaft und der Tourismus die wichtigsten Einnahmequellen der Region.

## Geschichte
Sowohl Kelten als auch Römer, Westgoten und Mauren kümmerten sich nur wenig um die abgelegene Bergregion. Nach der Rückeroberung (reconquista) weiter Gebiete im Norden der Iberischen Halbinsel und deren durch Alfons IX. (reg. 1188–1230) vorantriebene Besiedlung (repoblación) im 12. und 13. Jahrhundert bildete das Gebiet mehrere Jahrzehnte lang die südliche Grenze des Königreichs León zur islamisch-maurischen Einflusssphäre. Als Neusiedler kamen auch viele Franzosen in der Nachfolge Raimunds von Burgund ins Land, was den häufigen Beinamen Francia erklärt. Die zumeist auf 500 bis 1000 m hohen Hügelkuppen erbauten Orte wurden durch Burgen und Mauern gesichert.

## Sehenswürdigkeiten
Durch die Einrichtung eines großen Naturparks innerhalb des Gebirges (Parque natural de Las Batuecas - Sierra de Francia) sind weite Teile der Landschaft unter Schutz gestellt worden. Zusätzlich hat die UNESCO das Gebiet als Biosphärenreservat eingestuft.
Abgesehen von den natürlichen Sehenswürdigkeiten, die auf diversen Wanderwegen erkundet werden können, bieten einige Orte aufgrund der jahrhundertelangen Abgeschiedenheit der Region noch ein relativ unverfälschtes Bild – als Kulturgüter (Bienes de Interés cultural) in der Kategorie Conjunto histórico-artístico sind anerkannt: La Alberca, Miranda del Castañar, Mogarraz, San Martín del Castañar und Sequeros.

## Film
Bemerkenswert ist die Tatsache, dass der spanische Regisseur Luis Buñuel im Jahr 1932 seinen berühmten Dokumentarfilm Las Hurdes – Tierra sin Pan in der Umgebung von La Alberca und nicht im eigentlichen, weiter südwestlich gelegenen, Kerngebiet der Hurdes drehte.